# Morszyn (gmina)
Morszyn – dawna gmina wiejska w powiecie stryjskim województwa stanisławowskiego II Rzeczypospolitej. Siedzibą gminy był Morszyn.
Gminę utworzono 1 sierpnia 1934 r. w ramach reformy na podstawie ustawy scaleniowej z dotychczasowych gmin wiejskich: Lisowice i Morszyn.
Pod okupacją do gminy Morszyn przyłączono Wola Zaderewacka i Zaderewacz ze zniesionej gminy Sokołów.
Po II wojnie światowej obszar gminy znalazł się w ZSRR.